# Попаш
Попаш — літописний «город», згаданий в Іпатіївському літописі під 1147 у зв'язку з війною між князями. Стояв на кордоні між Переяславським князівством і Чернігівським князівством (належність населеного пункту дискусійна). Ототожнюється з археологічним комплексом біля с. Засулля Недригайлівського району Сумської області, на правому березі р. Сула (притока Дніпра). Комплекс складається з городища (дитинця) та 3-х селищ (посадів). Городище площею 1,8 га займає мис у заплаві. Потужність культурного шару — до 0,4 м. Зафіксовані рештки валів і ровів. Селища мають сумарну площу 13 га, потужність культурного шару на них сягає 0,5 м. Серед знахідок — вістря сулиці та стріл, пластинчасті браслети і персні, блешня, ножі, уламки замків, фрагменти скляних браслетів. За археол. даними, П. заснований у серед. 12 ст., у серед. 13 ст. зруйнований монголами та більше не відновлювався.